# Żarnik

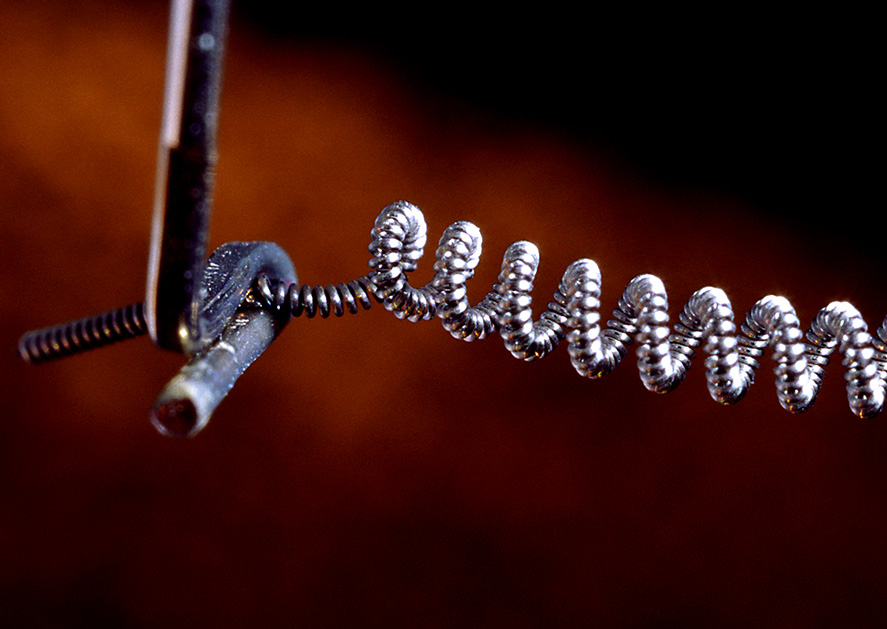
Fragment podwójnej spirali żarnika żarówki o mocy 200 W

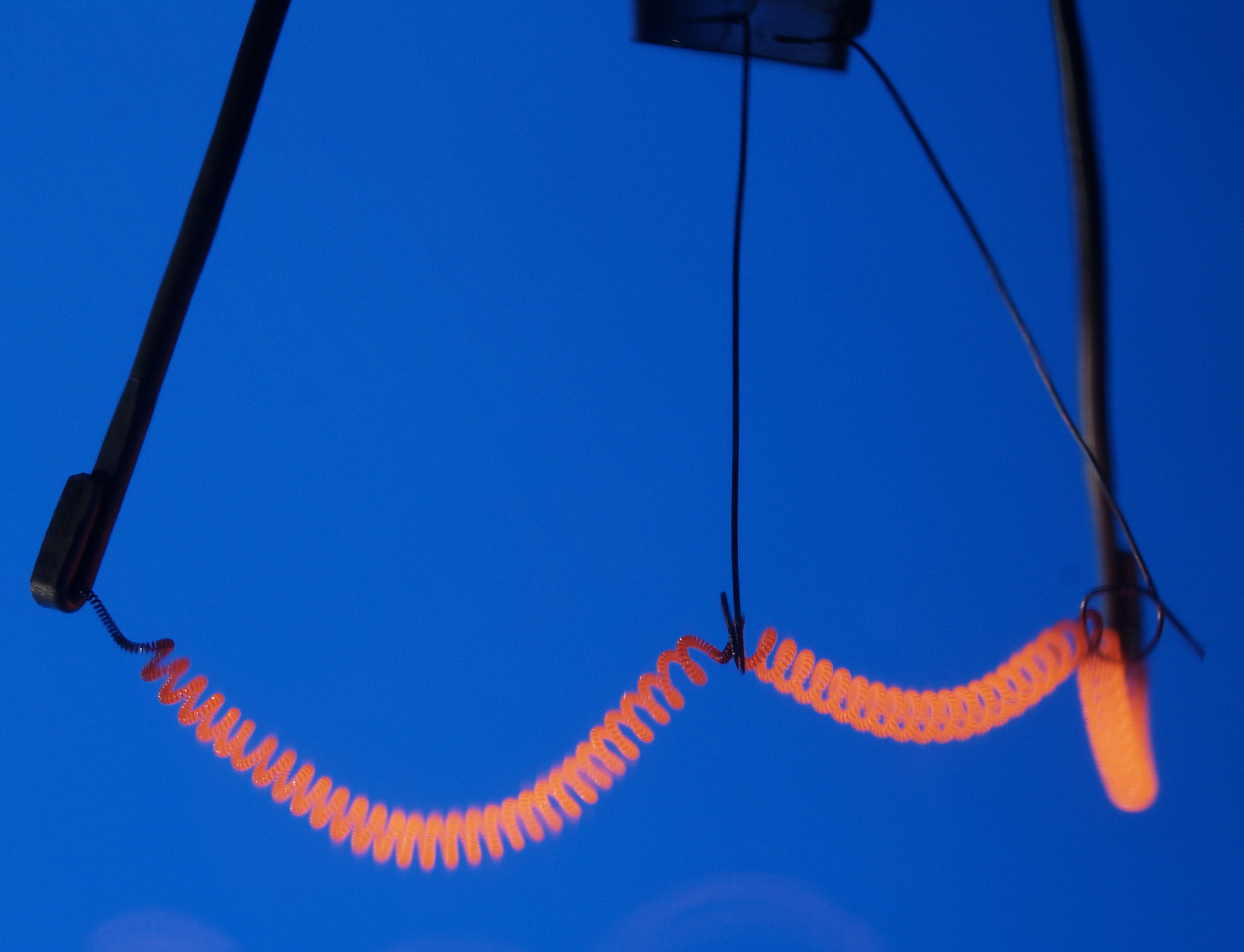
Żarzący się żarnik

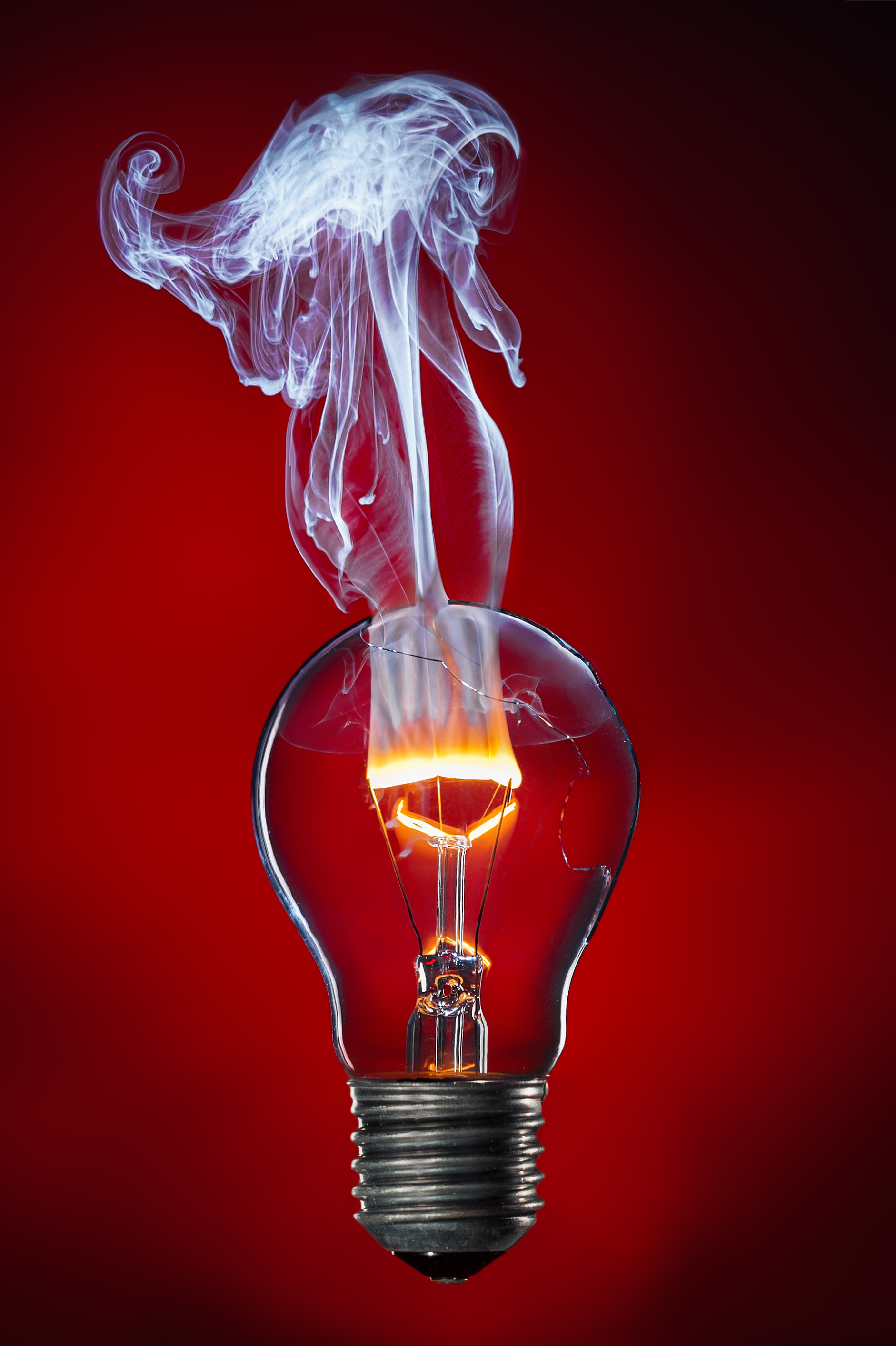
Przepalający się żarnik

Żarnik (włókno żarowe) – cienki drut z wolframu (metal o wysokiej temperaturze topnienia) znajdujący się w bańce żarówki.
W wyniku przepływu przezeń prądu elektrycznego żarnik rozgrzewa się, co powoduje emisję światła (żarzy się – stąd jego nazwa). Żarnik jest połączony ze stopką żarówki i gwintem za pośrednictwem grubych drutów, stanowiących jego podparcie i dostarczających do niego prąd. W miarę potrzeby bywa też dodatkowo podparty cienkimi drucikami.
Z uwagi na niską sprawność energetyczną (wysokie straty związane z wydzielaniem ciepła), żarnik wykonany w postaci podwójnej spirali ma lepszą sprawność niż prosty, stąd – z wyjątkiem żarówek o niewielkiej mocy – zwinięty kształt spirali lub podwójnej spirali.